# ولاية نويفو ليون
نويفو ليون (بالإسبانية: Nuevo León)‏، أو ليون الجديدة، واسمها رسميا ولاية نويفو ليون الحرة وذات السيادة (بالإسبانية: Estado Libre y Soberano de Nuevo León)‏، هي إحدى ولايات المكسيك الواحدة والثلاثين. وهي مقسمة إلى 51 بلدية وعاصمتها هي مدينة مونتيري.
تقع الولاية في شمال شرق المكسيك. وتحدها ولايات تاماوليباس إلى الشمال والشرق، سان لويس بوتوسي إلى الجنوب، وكواهويلا إلى الغرب. إلى الشمال، تمتلك ولاية نويفو ليون امتدادا قدره 15 كيلومترا (9 ميل) من الحدود بين الولايات المتحدة والمكسيك المتاخمة لولاية تكساس الأمريكية.
سُمّيت الولاية على مملكة ليون الجديدة، وهي منطقة إدارية لنيابة الملك في إسبانيا الجديدة، والتي سميت بذاتها على مملكة ليون الإسبانية التاريخية.
إلى جانب عاصمتها فإن المدن الهامة الأخرى هي غوادالوبي، سانتا كاتارينا، سان نيكولاس دي لوس غارزا، وسان بيدرو غارزا غارسيا، والتي هي جزء من منطقة مونتيري الحضرية.

## توأمة
لولاية نويفو ليون اتفاقيات توأمة مع:
- تشونغتشينغ

## أعلام
- ماركو أنطونيو غونزاليس فالديز
- خوان إنريكي باريوس رودريغيز
- ريكاردو إليزوندو إليزوندو
- إسحاق غارزا غارزا
- كارلوس ساليناس دي غورتاري
- غوستافو كاباييرو كامارغو